# Лобжанидзе, Арчил Григорьевич
Арчи́л Григо́рьевич Лобжани́дзе (24 октября 1982; Махачкала, Дагестанская АССР, СССР) — российский футболист.

## Карьера
Воспитанник махачкалинского футбола. Профессиональную карьеру начинал в 2000 году в клубе второго дивизиона «Динамо» Махачкала. В 2001 перешёл в «Анжи», но выступал в первенстве дублёров, в котором провёл 42 матча, отметившись 2 мячами. После вылета «Анжи» из Премьер-лиги была упразднена и дублирующая команда. В августе 2003 года перешёл в клуб-аутсайдер чемпионата Белоруссии «Молодечно-2000».

## Личная жизнь
женат,имеет двое детей.Сын бывшего вице-мэра города Махачкалы и организатора футбольных турниров Гиви (Григория) Лобжанидзе.